# Herrman Schmidt
Herrman Schmidt (i riksdagen kallad Schmidt i Partille), född 23 november 1811 i Altenburg, Sachsen-Altenburg, död 19 juni 1893 i Partille församling, Göteborgs och Bohus län, var en svensk godsägare och riksdagsman. Han var arméofficer och utbildad vid lantbruksakademin i Sachsen-Altenburg. Herrman Schmidt var gift med Louise Colliander (1817–1881) och bror till Ewald och Leopold Schmidt.
Schmidt var tillsammans med Ewald Schmidt ägare till godset Partille Herrgård, och flyttade senare till Louisenro i Partille. I riksdagen var han ledamot av andra kammaren.

## Herrman Schmidts politiska period 1862–1877
- Kommunalstämmans förste ordförande 1862–1876
- Kommunalnämndens ordförande 1862–1877
- Kyrko- och skolrådets vice ordförande 1869–1870
- Landstingsman 1865–1872
- Ordförande i Göteborgs och Bohus läns brandstodutskott
- Ledamot i hushållningssällskapets förvaltningsutskott
- Styrelseledamot i länets sparbank 1871–1877
- Ledamot av Kungliga Vetenskaps- och Vitterhetssamhället i Göteborg
- Ledamot av Riksdagens andra kammare 1870–1872